# Lord protettore

Armi di Oliver Cromwell Lord protettore dal 1653 al 1659

Lord protettore (in inglese: Lord Protector) è un titolo inglese. È stato il titolo equivalente a quello di capo di Stato, con due differenti funzioni in due differenti periodi storici.

## Reggenti in epoca feudale

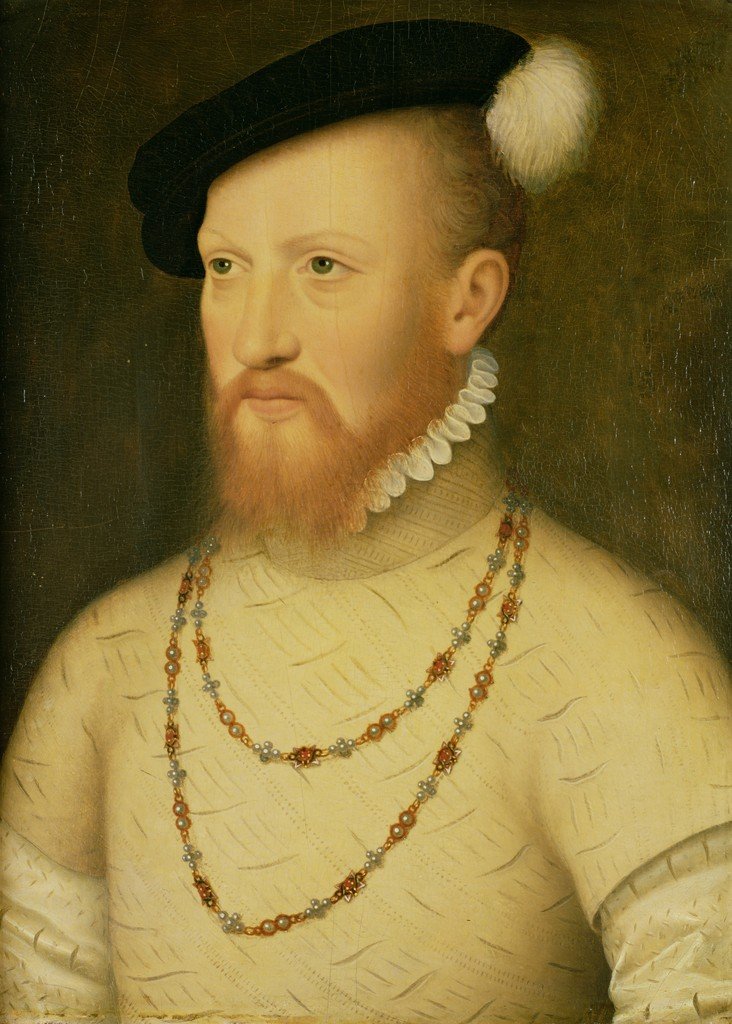
Edward Seymour, primo duca di Somerset, nel 1552

Originariamente il titolo di Lord Protector era attribuito a principi del sangue o ad altri aristocratici vicini alla famiglia reale. La sua funzione era quella di protezione del regno da minacce interne ed esterne, qualora il re non fosse stato pienamente in grado di governare, per età o per impedimento fisico o psichico. Il Lord Protettore era anche comandante in capo delle forze militari, e sedeva nel Consiglio di Reggenza incaricato del governo. La persona del re era invece affidata ad un tutore. In questo modo ci si assicurava una divisione dei poteri, e sotto questo aspetto un protettorato inglese si distingueva da una reggenza continentale.
Casi illustri di Lord Protettori:
- Giovanni Plantageneto, I duca di Bedford, e Umfredo Plantageneto, duca di Gloucester, furono congiuntamente Lord protettori dal 5 dicembre 1422 al 6 novembre 1429 per Enrico VI (1421–1471).
- Riccardo Plantageneto, III duca di York, (1411–1460) fu per due volte Lord protettore, dal 3 aprile 1454 al febbraio 1455 e dal 19 novembre 1455 al 25 febbraio 1456, sempre per Enrico VI.
- Riccardo, duca di Gloucester, fu Lord protettore dal 30 aprile 1483 al 26 giugno 1483 durante il regno nominale di Edoardo V (uno dei due principi rinchiusi nella torre), finché non ascese egli stesso al trono.
- Edward Seymour, duca di Somerset, fu Lord protettore dopo la morte di Enrico VIII per il figlio di quest'ultimo Edoardo VI.

## La repubblica del Commonwealth di Oliver Cromwell

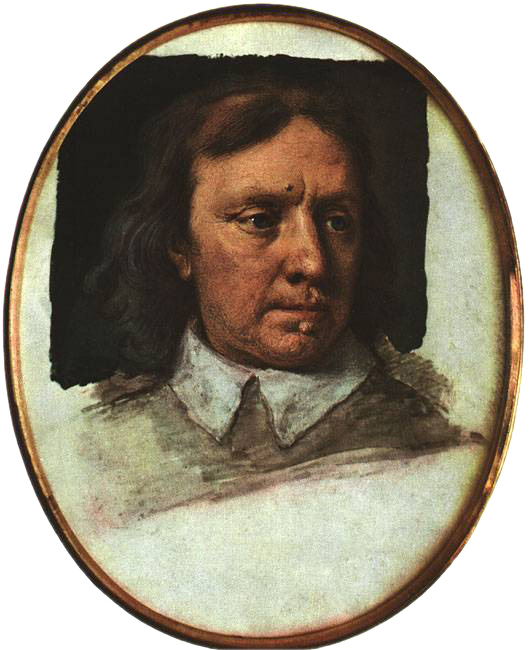
Oliver Cromwell, miniatura incompiuta di Samuel Cooper del 1657

Stemma del protettorato repubblicano

Dopo la decapitazione di Carlo I, Oliver Cromwell assunse la carica di Lord Protector of the Commonwealth of England, Scotland and Ireland, che gli conferì pieni poteri di governo nella nuova repubblica inglese dal 1653 al 1658. Dopo la morte di Cromwell il potere passò nelle mani del figlio, Richard Cromwell. 
Il titolo in termini moderni potrebbe essere assimilato a una sorta di presidenza a tempo indeterminato. Di fatto i Cromwell esercitarono poteri di dittatore.